# Loïs Boisson
Loïs Boisson (Dijon, 16 mei 2003) is een tennisspeelster uit Frankrijk. Boisson speelt rechtshandig en heeft een tweehandige backhand. Zij bereikt haar beste resultaten op gravel. Zij is actief in het internationale tennis sinds 2019.

## Loopbaan

### Enkelspel
Boisson debuteerde in 2019 op het ITF-toernooi van Les Contamines-Montjoie (Frankrijk). Zij stond in 2022 voor het eerst in een finale, op het ITF-toernooi van haar geboortestad Dijon – hier veroverde zij haar eerste titel, door de Amerikaanse Vivian Wolff te verslaan. 
Tot op heden(juni 2025) won zij zes ITF-titels, de meest recente in 2025 in Saint-Gaudens (Frankrijk).
In 2023 kwalificeerde Boisson zich voor het eerst voor een WTA-hoofdtoernooi, op het WTA 125-toernooi van Parijs Clarins. Zij stond in 2024 voor het eerst in een WTA-finale, op het WTA 125-toernooi van Saint-Malo – hier veroverde zij haar eerste titel, door landgenote Chloé Paquet te verslaan. 
Hoewel Boisson een wildcard had gekregen voor Roland Garros 2024, kon zij daar niet spelen door een gescheurde voorste kruisband van haar knie, die zij had opgelopen tijdens het toernooi van Parijs Clarins. Als gevolg van een revalidatie van negen maanden zakte zij op de WTA-ranglijst van plek 152 in mei 2024 naar de 361e plaats een jaar later.
Bij haar grandslamdebuut op Roland Garros 2025 bereikte zij de halve finale, iets wat vóór haar alleen Monica Seles (in 1989) en Jennifer Capriati (in 1990) presteerden. Door dit resultaat kwam zij binnen op de top 100 van de wereldranglijst. In juli won zij het WTA-toernooi van Hamburg – in de finale versloeg zij titelverdedigster Anna Bondár. Hiermee steeg zij naar de mondiale top 50.
Haar hoogste notering op de WTA-ranglijst is de 44e plaats, die zij bereikte in juli 2025.

### Dubbelspel
Boisson was weinig actief in het dubbelspel. 

## Posities op deWTA-ranglijst
Positie per einde seizoen:
| jaar | rang enkelspel | rang dubbelspel |
| ---- | -------------- | --------------- |
| 2021 | 526            | –               |
| 2022 | 739            | –               |
| 2023 | 341            | 1085            |
| 2024 | 188            | –               |

## Palmares
| Legenda                 |
| ----------------------- |
| Grandslamtoernooi       |
| Olympische Spelen       |
| Year-End Championships  |
| Premier Mandatory       |
| Premier Five / WTA 1000 |
| Premier / WTA 500       |
| International / WTA 250 |
| Challenger / WTA 125    |

### WTA-finaleplaatsen enkelspel
| nr.              | finale     | toernooi       | ondergrond | tegenstandster | score         |         |
| ---------------- | ---------- | -------------- | ---------- | -------------- | ------------- | ------- |
| gewonnen finales |            |                |            |                |               |         |
| 1.               | 2024-05-05 | WTA Saint-Malo | gravel     | Chloé Paquet   | 4-6, 7-6, 6-3 | details |
| 2.               | 2025-07-20 | WTA Hamburg    | gravel     | Anna Bondár    | 7-5, 6-3      | details |
| verloren finales |            |                |            |                |               |         |
| geen             |            |                |            |                |               |         |

## Resultaten grandslamtoernooien
| Legenda | Legenda                          |
| ------- | -------------------------------- |
| g.t.    | geen toernooi gehouden           |
| l.c.    | lagere categorie                 |
| –       | niet deelgenomen                 |
| G       | uitgeschakeld in de groepsfase   |
| 1R      | uitgeschakeld in de eerste ronde |
| 2R      | uitgeschakeld in de tweede ronde |
| 3R      | uitgeschakeld in de derde ronde  |
| 4R      | uitgeschakeld in de vierde ronde |
| KF      | uitgeschakeld in de kwartfinale  |
| HF      | uitgeschakeld in de halve finale |
| F       | de finale verloren               |
| W       | het toernooi gewonnen            |
| w-v     | winst/verlies-balans             |

### Enkelspel
| toernooi        | 2025 |
| --------------- | ---- |
| Australian Open | –    |
| Roland Garros   | HF   |
| Wimbledon       | –    |
| US Open         |      |